# Petar Dragan Turković
Barun Petar Dragan Turković (negdje Petar Dragutin; Karlovac, 4. travnja 1855. – Kutjevo, 2. travnja 1916.), bio je hrvatski gospodarstvenik i plemić iz obitelji Turković Kutjevski. 

## Životopis
Nakon realne gimnazije u Rakovcu, pohađao je Trgovačku akademiju u Trstu. Već kao mladić rukovodio je očev šumski posao. Od 1882. godine stalno se nastanio u Kutjevu i nastavio rad oko drvenih proizvoda, industrije drva i dizanja uzornog gospodarstva. Po tradiciji ulazi u posao svog oca potkraj 70-ih godina 19. stoljeća. S bratom Milanom je 1886. godine preuzeo upravljanje gospodarskim dobrom, posebno se posvetivši iskorištavanju hrastovine, sadnji velikih površina vinograda, voćnjaka i duhana.
Godine 1894. preselio se u Zagreb radi rješavanja upravno-administrativnih poslova vlastelinstva Turković. Uz to, u Zagrebu je imao još neke bitne uloge, bio je član ravnateljstva zagrebačke Plinare i Tvornice kože te predsjednik Zagrebačke pivovare i Hrvatske eskomptne banke. Turković je bio osnivač Zagrebačke pivovare skupa s grofom Gustavom Pongratzom. Njegova poslovna karijera dosegnula je vrhunac kada je postao veliki župan Zagrebačke županije, gdje je bio od 1906. do 1907. godine. Godine 1911. austrijski car Franjo Josip I. njemu i bratu Milanu dodjelio je barunat.
Tri godine posije njegove smrti, njegovi sinovi su osnovali Banku braće Turković. Banka je likvidirana poslije Drugog svjetskog rata. Također, osnovana je i Zaklada Petra Dragana baruna Turkovića koju je pri Matici hrvatskoj utemeljio njegov sin Vladimir u svoje i u ime svoje braće.

## Brak i potomstvo
Turkovićeva supruga zvala se Marina Maja, rođena Tulić. Imali su tri sina, Vladimira (rođenog 1878.), Davorina (rođenog 1883.) i Velimira (rođenog 1894.). Sinovi Vladimir i Davorin su se oženili kćerkama Josipa Gorupa pl. Slavinjskog.
Davorinov unuk je klinički psiholog Petar Turković, a praunuka kantautorica Nika Turković.

## Spomen i baština
- Selo Draganlug, u sastavu općine Čaglin, dobilo je ime po Turkoviću.[2]